# Cladophyllus bousqueti bousqueti
Cladophyllus bousqueti bousqueti es una especie de coleóptero de la familia Lucanidae.

## Distribución geográfica
Habita en China y Birmania.